# Агапемониты
Агапемониты (англ. Agapemonites) — в Англии члены религиозно-христианского общества «Агапемон» (др.-греч. Agapemone, англ. Abode of Love, жилище или семейство любви, от др.-греч. ἀγάπη, любовь и др.-греч. μόνη, жилище), основанного в 1846 году викарием Генри Джеймсом Принсом (Henry James Prince, 1811—1899) и Сэмуэлем Старки (Samuel Starkey), и просуществовавшего до смерти последней его адептки в 1956 году.
Общество представляло собой коммуну состоятельных лиц обоего пола старше 24 лет, поселившихся на месте бывшего католического монастыря, среди богатой долины в Чэрлинче (Charlynch), недалеко от Спэкстона (Spaxton) в Сомерсете.
Глава коммуны Генри Принс, которого почитали за божественное воплощение, имел духовных невест из незамужних женщин, членов секты. Из-за подозрения, что связь их была также и телесной, в 1849 году секта подверглась следствию, а название общества стало нарицательным для любой группы, исповедующей принципы свободной любви.

## История

### Коммуна
Состояла из ряда обширных и изящных зданий, окружённых валом, вышиной превосходившим обычные валы вокруг английских владений. В центре построек, в готической вилле на небольшом холме жил глава секты Генри Принс. В монастырской капелле располагался зал пиршеств, с надписью «Да здравствует святая любовь!» Кроме этого были жилые дома членов общества, конюшни, сараи и птичник.

### Членство
Летом 1849 года число членов доходило до 60; число женатых и неженатых было почти равным, и все были состоятельными людьми. Членов моложе 24 лет не было. Женщины и мужчины были коротко острижены. Секта включала несколько священников, прежде принадлежавших к англиканской церкви; одного доктора; атторнея, ведавшего юридическими делами общества; гражданского офицера; фермера и др.
Семейство жило беззаботно, получая доходы со значительного капитала, положенного в английский банк. Имущество было общим, им распоряжался начальник; стол также был общим.

### Догматы
Секта не имела конкретно определённых догматов. Члены семейства любви признавали себя тринитариями, исповедовали апостольский символ и отделялись от англиканской церкви скорее из-за несогласия с её устоями, нежели с основными положениями. Они утверждали, что всяким делом славят Бога, что День прощения прошёл, и придёт День Суда, что всякое действие влечёт за собой свои неизбежные последствия, которые и составляют для людей награду или наказание, что они действуют, как Бог повелел, и получают воздаяние за свои дела посредством собственных ощущений. Они отвергали молитвы, но иногда исполняли гимны на открытом воздухе. Не делали различия между воскресным и прочими днями.
Понимая Бога, как жизнь, блаженство и любовь, они отказались от молитв и постов; отношения между мужчинами и женщинами основывались на взаимной привязанности, которой определялась их продолжительность; но одновременная связь с двумя женщинами не допускалась. Если кто осмеливался вступать в любовные отношения за пределами своего «жилища», его подвергали аресту и силой возвращали в «Аганемон».

### Следствие 1849 года
Поначалу было предметом сильного общественного любопытства. Но в 1849 году «семейство любви» подверглось следствию, бросившему сомнение насчёт бескорыстия общества и особенно его главы. Принс был до этого викарием в Чэрлинче и получал всего 40 фунтов в год, и основание «Агапемона» значительно поправило его состояние.